# David Cairns

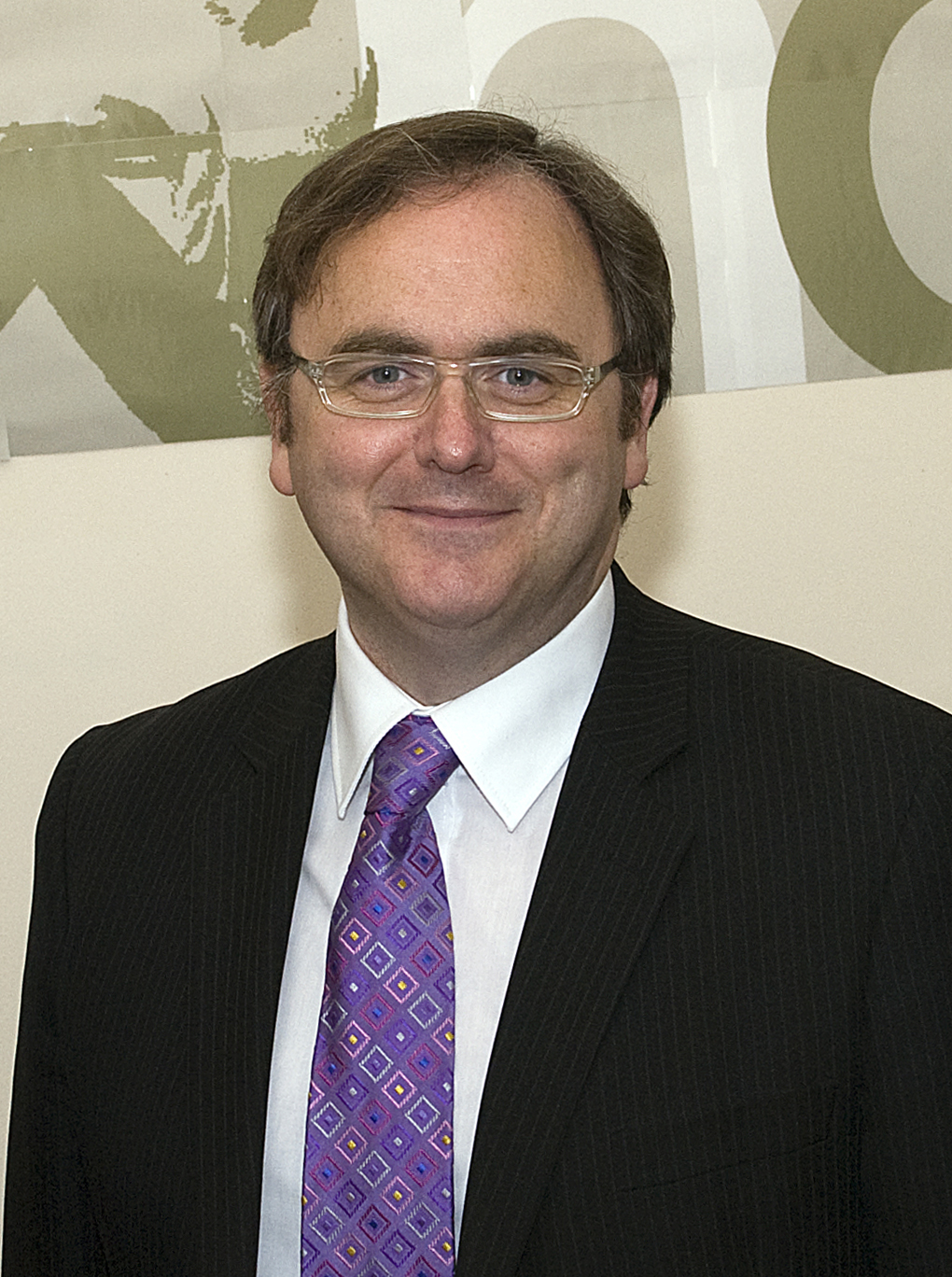
David Cairns

David Cairns (* 7. August 1966 in  Greenock, Schottland; † 9. Mai 2011 in London) war ein schottischer Politiker der Scottish Labour Party.

## Leben
Cairns studierte römisch-katholische Theologie an der Päpstlichen Universität Gregoriana und am franziskanischen Ausbildungszentrum in Canterbury. Von 1991 bis 1994 war er als katholischer Priester in Schottland und in London tätig. 1994 verließ er den katholischen Priesterstand und begann eine berufliche Karriere als Politiker. Von 2001 bis 2005 war Cairns Abgeordneter für den Wahlkreis Inverclyde als Nachfolger von Norman Godman im britischen House of Commons. Vom 1. Juli 2007 bis 16. September 2008 war Cairns als Nachfolger von George Foulkes, Baron Foulkes of Cumnock Staatssekretär für Schottland. Cairns starb an einem akuten Leberversagen. Er hinterließ seinen Lebenspartner.